# Coccygodes
Coccygodes is een geslacht van insecten uit de orde vliesvleugeligen (Hymenoptera) en de familie Ichneumonidae.

## Soorten
- C. alacer (Tosquinet, 1896)
- C. bifasciatus (Cameron, 1912)
- C. bimaculator (Thunberg, 1822)
- C. brevispiculus (Waterston, 1927)
- C. corpulentus (Tosquinet, 1896)
- C. eugeneus (Tosquinet, 1896)
- C. nobilis Saussure, 1892
- C. pictipennis (Tosquinet, 1896)
- C. rufopetiolatus (Waterston, 1927)
- C. subquadratus (Waterston, 1927)
- C. superbus (Szepligeti, 1916)
- C. townesorum de Santis, 1967